# Collybie
Taxons concernés
Dans l'ordre des Agaricales
- famille des Catathelasmataceae :
  - genre Callistosporium ;
- famille des Marasmiaceae :
  - genre Baeospora ;
  - genre Clitocybula ;
  - genre Megacollybia ;
- famille des Omphalotaceae :
  - genre Gymnopus ;
  - genre Rhodocollybia ;
- famille des Physalacriaceae :
  - genre Cyptotrama ;
  - genre Flammulina ;
  - genre Hymenopellis ;
  - genre Strobilurus ;
  - genre Xerula ;
- famille des Tricholomataceae :
  - genre Caulorhiza ;
  - genre Collybia ;
  - genre Dendrocollybia ;
  - genre Microcollybia ;
  - genre Pseudobaeospora.modifier

Collybie (du grec kollubos, « petite pièce, monnaie », en référence au chapeau mince) est un nom vernaculaire ambigu désignant en français plusieurs champignons.

## Liste alphabétique
- Collybie à base poilue – Gymnopus semihirtipes[1]
- Collybie à chapeau rugueux – Hymenopellis rugosoceps[1]
- Collybie à grandes spores – Hymenopellis megalospora[1]
- Collybie à lames jaunes – Callistosporium xanthophyllum[2]
- Collybie à lames larges – Megacollybia platyphylla[2]
- Collybie à maintes lames – Gymnopus polyphyllus[1]
- Collybie à mèches – Collybia cirrhata[1]
- Collybie à mille feuillets – Baeospora myriadophylla[1]
- Collybie à ocelle – Clitocybula oculus[1]
- Collybie à petites spores – Pseudobaeospora microspora[1]
- Collybie à pied en fuseau – Gymnopus fusipes[2]
- Collybie à pied rouge – Gymnopus erythropus[2]
- Collybie à pied strié – Gymnopus striatipes[1]
- Collybie à pied tordu – Rhodocollybia distorta[2]
- Collybie à pied velouté – Flammulina velutipes[2]
- Collybie à poils blancs – Strobilurus albipilatus[1]
- Collybie à poils ras – Xerula pudens[2]
- Collybie à sclérote jaune – Microcollybia cookei[2]
- Collybie à sclérote noir – Microcollybia tuberosa[2]
- Collybie à spores limoniformes – Hymenopellis limonispora[1]
- Collybie beurrée – Rhodocollybia butyracea[2]
- Collybie bicolore – Gymnopus dichrous[1]
- Collybie biforme – Gymnopus biformis[1]
- Collybie brunâtre – Gymnopus brunneolus[1]
- Collybie brunissante – Hymenopellis rubrobrunnescens[1]
- Collybie confluente – Gymnopus confluens[1]
- Collybie coriace – Gymnopus terginus[1]
- Collybie crin-de-cheval – Gymnopus androsaceus[1]
- Collybie de Cooke – Collybia cookei[1]
- Collybie de Earle – Gymnopus earleae[1]
- Collybie de Rodman – Megacollybia rodmanii[1]
- Collybie des chênes – Gymnopus dryophilus[2]
- Collybie des cônes d'épicéa – Strobilurus esculentus[2]
- Collybie des cônes de pin – Strobilurus stephanocystis[2]
- Collybie des devins – Gymnopus cf hariolorum[1]
- Collybie des neiges – Gymnopus vernus[2]
- Collybie drapée d'or – Cyptotrama chrysopepla[1]
- Collybie du chêne – Gymnopus dryophilus[1]
- Collybie en touffes – Gymnopus confluens[2] ou Gymnopus acervatus[1]
- Collybie en troupes – Clitocybula familia[1]
- Collybie fétide – Gymnopus impudicus[2] ou Gymnopus foetidus[1]
- Collybie foncée – Gymnopus alkalivirens[1]
- Collybie fouisseuse – Rhodocollybia fodiens[2]
- Collybie furfuracée – Hymenopellis furfuracea[1]
- Collybie gracile – Gymnopus putillus[1]
- Collybie guêtrée – Gymnopus peronatus[2]
- Collybie hybride – Gymnopus hybridus[2]
- Collybie hygrophore – Caulorhiza hygrophoroides[1]
- Collybie impudique – Gymnopus impudicus[1]
- Collybie jaune olivacé – Callistosporium luteoolivaceum[1]
- Collybie lacérée – Clitocybula lacerata[2]
- Collybie luxuriante – Gymnopus luxurians[1]
- Collybie maculée – Rhodocollybia maculata[2]
- Collybie méconnue – Hymenopellis incognita[1]
- Collybie mycophage – Microcollybia cirrata[2]
- Collybie peignée – Rhodocollybia filamentosa[2]
- Collybie perforante – Gymnopus perforans[1]
- Collybie pourprée – Gymnopus alkalivirens ou Gymnopus fuscopurpureus[2]
- Collybie presque nue – Gymnopus subnudus[1]
- Collybie queue-de-souris – Baeospora myosura[2]
- Collybie radicante – Xerula radicata[2]
- Collybie rameuse – Dendrocollybia racemosa[2]
- Collybie soufrée – Gymnopus subsulphureus[1]
- Collybie tenace – Strobilurus tenacellus[2]
- Collybie tubéreuse – Collybia tuberosa[1]
- Collybie visqueuse – Mucidula mucida[2]